# ベータ・ニュース・エージェンシー
ベータ・ニュース・エージェンシー（ノヴィンスカ・アゲンツィヤ・ベタ、セルビア語:Новинска агенција Бета / Novinska agencija Beta）は、1992年に創設された、セルビアを拠点とする通信社である。セルビアやバルカン地域、世界のニュースを報じている 。
1992年に、セルビアで初の民間の通信社として、ベオグラードのジャーナリストらによって結成された。現在では200人を超えるジャーナリスト、翻訳者、技術スタッフを擁している 。セルビア内外で数百の報道機関がベータからの配信を受けている。
ベータは、ベオグラードのラジオ・ベータRFI（Radio Beta RFI）と、ノヴィ・パザルのラジオ・スト・プルス（Radio Sto Plus）の2つのラジオ放送局を保有している。
1997年、国境を超えた人々の友好に寄与したジャーナリストに対して贈られるユーグ・グリゼリ賞を受賞した。